# Brigadoon (film)
Pour les articles homonymes, voir Brigadoon.
Pour plus de détails, voir Fiche technique et Distribution.
Brigadoon (id.) est un film américain en CinémaScope réalisé par Vincente Minnelli, sorti en 1954.
Il s'agit de l'adaptation cinématographique de la comédie musicale éponyme d'Alan Jay Lerner et Frederick Loewe, créée en 1947.
Le film suit Jeff Douglas, un homme désabusé et Tommy Albright, un idéaliste par nature, qui découvrent au cours d'un voyage dans les Highlands d'Écosse un village fantastique datant de 1754, qui surgit pour une journée tous les cent ans d'un charme qui plonge sa population dans un profond sommeil.

## Synopsis
Dans les Highlands d'Écosse, deux Américains venus chasser la grouse découvrent un village, Brigadoon, frappé d'une malédiction (un « miracle », pour ses habitants) qui le fait n'exister qu'un jour par siècle. Les habitants du village vivent donc au milieu du XVIIIe siècle. L'un des deux voyageurs, Tommy (Gene Kelly), s'éprend d'une jeune habitante de ce village, Fiona (Cyd Charisse). Celle-ci ne peut quitter le village pour l'accompagner à New York où il vit : si un seul habitant du village s'éloigne, Brigadoon restera à jamais dans les ténèbres. De retour à New York, Tommy se rend compte que Brigadoon lui manque ; il repart aussitôt. Sur place, le village a disparu. Un miracle a lieu : Brigadoon émerge des brumes. Tommy retrouve Fiona et décide de partager le destin des habitants de Brigadoon.

## Fiche technique
- Titre : Brigadoon
- Réalisation : Vincente Minnelli
- Assistant réalisateur : Franck Baur
- Scénario : Alan Jay Lerner, d'après sa comédie musicale
- Musique : Alan Jay Lerner (lyrics), Frederick Loewe (musique)
- Direction musicale : Johnny Green
- Orchestrations : Conrad Salinger
- Arrangements vocaux : Robert Tucker
- Chorégraphie : Gene Kelly
- Direction artistique : E. Preston Ames et Cedric Gibbons
- Effets spéciaux : Warren Newcombe
- Décors : Edwin B. Willis et Keogh Gleason
- Costumes : Irene Sharaff
- Photographie : Joseph Ruttenberg
- Montage : Albert Akst
- Producteur : Arthur Freed, Roger Edens producteur associé (non crédité)
- Société de production : Metro-Goldwyn-Mayer
- Pays de production :  États-Unis
- Langue d'origine : anglais américain
- Format : couleur -CinemaScope et Anscocolor) — 35 mm — 1,75:1 (version sphérique) et 2,55:1 (version CinemaScope) — son : stéréo 4 pistes / mono (Western Electric Sound System)
- Genre : musical, romance, fantastique
- Durée : 108 minutes
- Coût tournage : 2 352 625 $
- Coût total : 3 019 000 $
- Recettes USA-étranger : 3 385 000 $
- Dates de sortie : 
  - États-Unis : 8 septembre 1954
  - France : 24 août 1956

## Distribution
- Gene Kelly (VF : Roger Rudel) : Tommy Albright
- Cyd Charisse (VF : Nelly Benedetti) : Fiona Campbell (doublée pour le chant par Carol Richards (en))
- Van Johnson (VF : Gabriel Cattand) : Jeff Douglas
- Barry Jones (VF : Louis Arbessier) : Lundie
- Elaine Stewart : Jane Ashton
- Jimmy Thompson (en) (VF : Hubert Noël) : Charlie Dalrymple
- Virginia Bosier (VF : Arlette Thomas) : Jean (Joelle en VF) Campbell
- Tudor Owen (VF : René Blancard) : Archie Beaton
- Hugh Laing (en) : Harry Beaton
- Albert Sharpe : Andrew Campbell

Acteurs non crédités
- Oliver Blake : Frank, le barman
- George Chakiris : un danseur
- Peter Hansen : un patron de club new-yorkais
- Peter Leeds : Peter, un serveur
- Kathleen O'Malley : la fille aux seaux de lait
- Richard Simmons : Un patron de club new-yorkais
- Stuart Whitman : un client du club new-yorkais

## Numéros musicaux

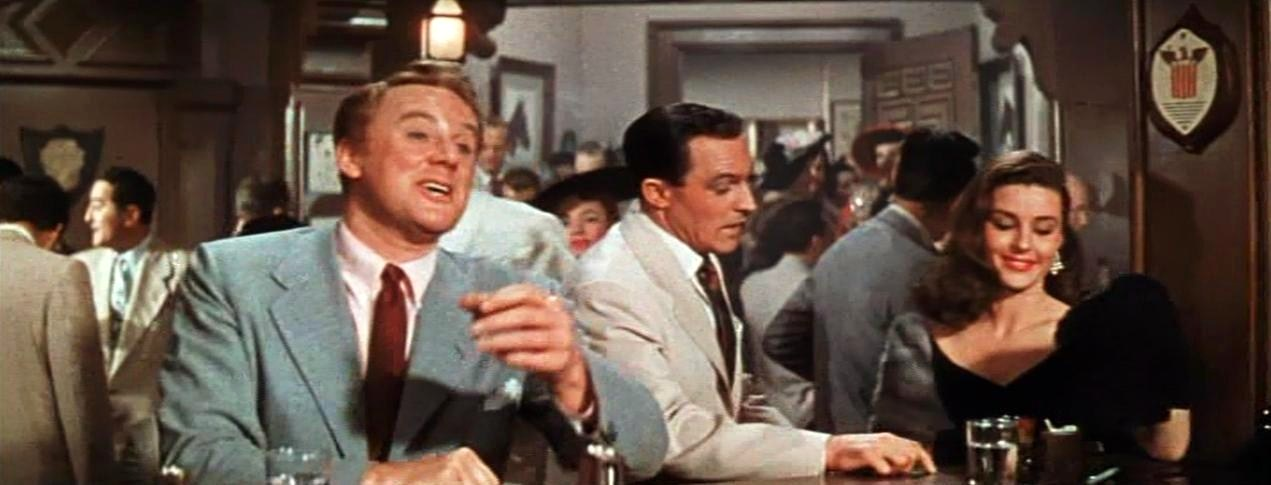
De gauche à droite : Van Johnson, Gene Kelly et Elaine Stewart (épisode new-yorkais).

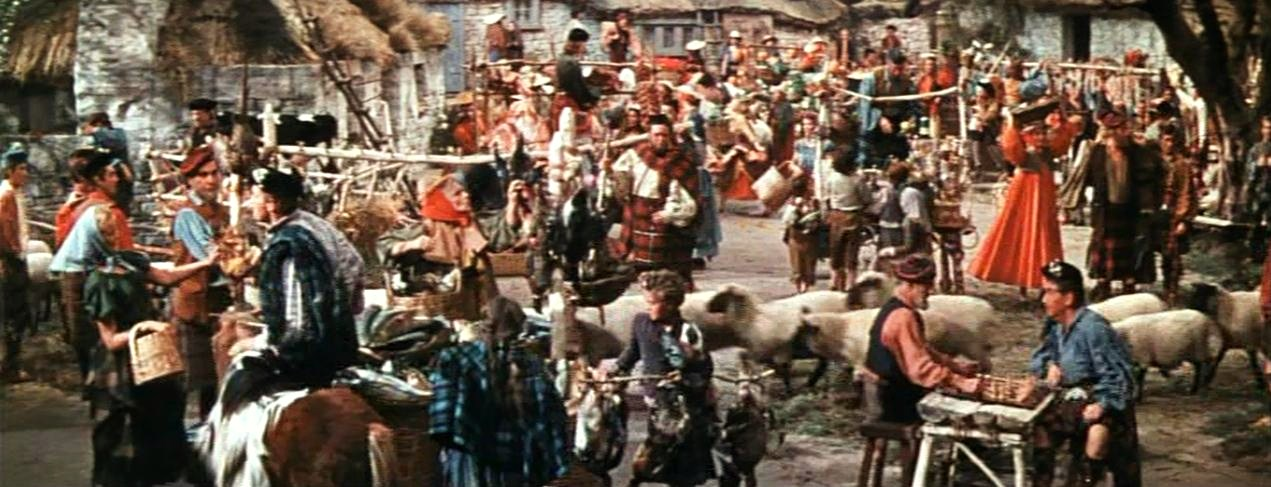
Numéro Down on MacConnachy Square.

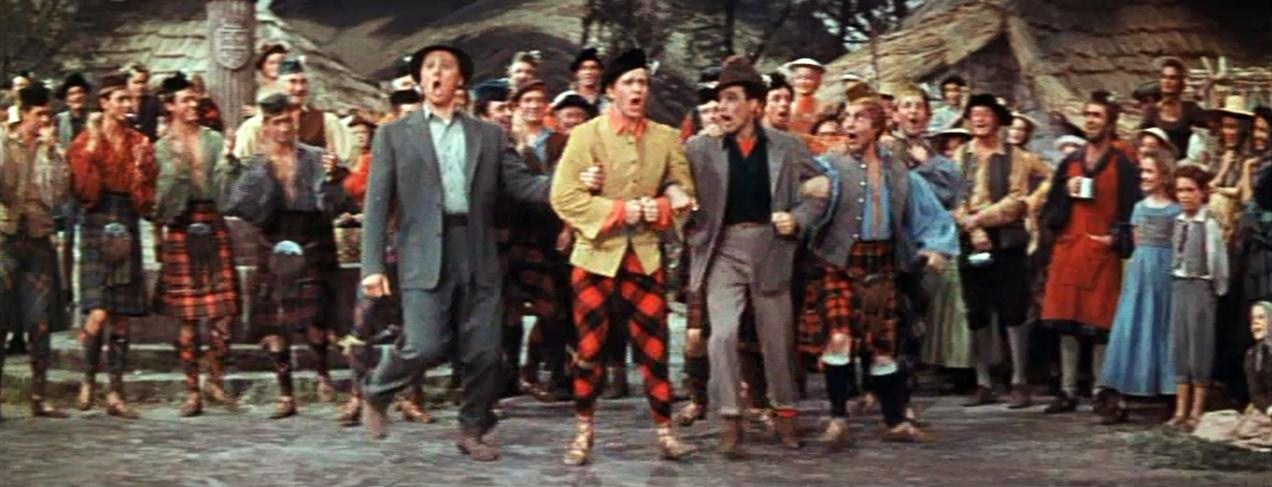
Van Johnson et Gene Kelly dans le numéro I'll Go Home with Bonnie Jean.

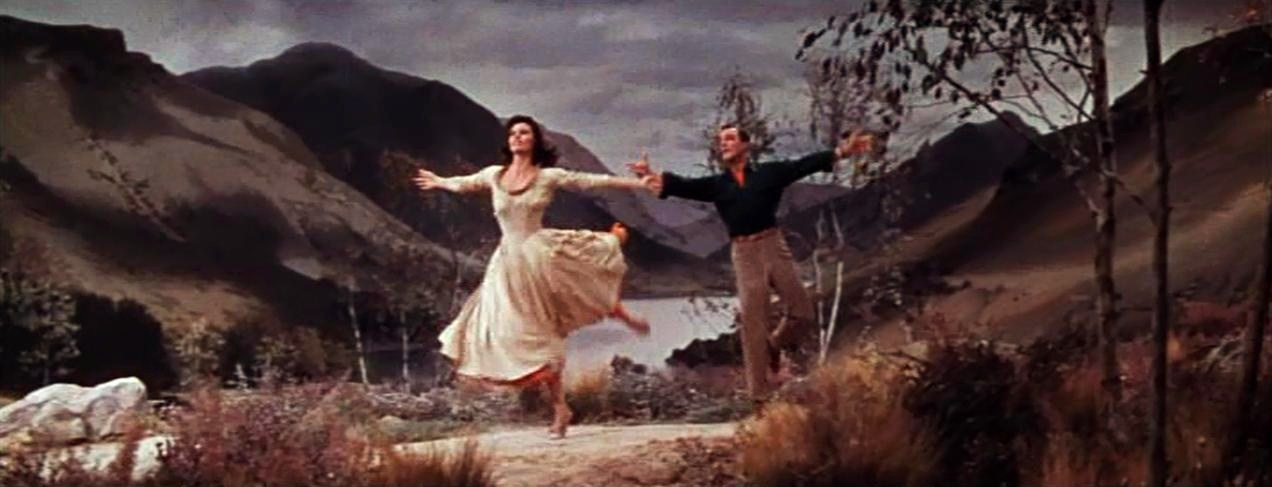
Cyd Charisse et Gene Kelly dans le numéro The Heather on the Hill.

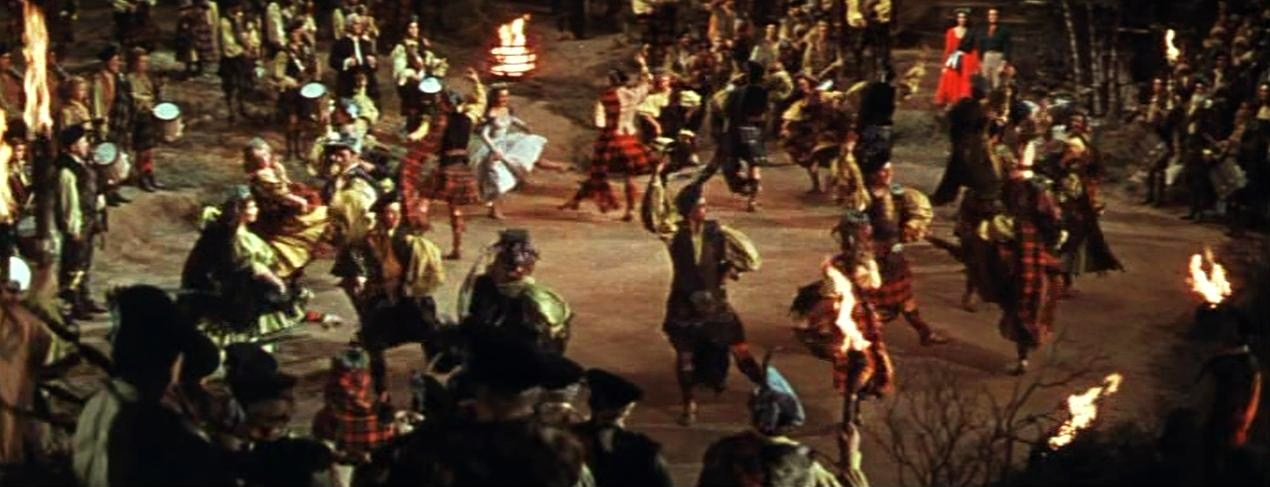
Numéro Gathering of the Clans (épisode du mariage).

1. Once in the Highlands/Brigadoon/Down on MacConnachy Square - Eddie Quillan et chœur
2. Waiting for My Dearie – Cyd Charisse et Dee Turnell
3. I'll Go Home with Bonnie Jean – Jimmy Thompson, Gene Kelly, Van Johnson et chœur
4. The Heather on the Hill – Gene Kelly et Cyd Charisse
5. Almost Like Being in Love – Gene Kelly
6. The Wedding Dance – Jimmy Thompson et Virginia Bosler
7. The Chase - chœur
8. The Heather on the Hill - Gene Kelly et Cyd Charisse
9. I'll Go Home with Bonnie Jean (reprise)
10. The Heather on the Hill (reprise)
11. Waitin' for My Dearie (reprise)
12. Finale: Brigadoon

Thèmes musicaux en accompagnement seul du film :
- Brigadoon
- Prologue
- Vendor’s call

Chansons coupées au montage :
- Come to Me, Bend to me - Jimmy Thompson et Virginia Bosler
- From This Day On - Cyd Charisse et Gene Kelly
- Sword Dance
- There But For You Go I! - Gene Kelly

## Genèse
En 1953, Arthur Freed rencontre Gene Kelly pour évoquer ensemble le projet. Début octobre, Lerner achève le scénario du film sans nouvelle chanson. Il est alors envisagé de répéter à Paris, de tourner les scènes extérieures en Écosse, les scènes intérieures à Borehamwood (Grande-Bretagne) et les numéros musicaux à Culver City. En définitive, il est décidé de tout tourner dans les studios. Le rôle de Jeff doit être au départ tenu par Donald O'Connor. Son contrat avec la MGM étant terminé, c’est à Van Johnson qu’échoit finalement le rôle. Le chef décorateur, Preston Ames propose de combiner les trois plateaux en un seul décor regroupant les collines, le village et le pont enjambant le ruisseau. La toile de fond à elle seule mesure 200 mètres de longueur pour 20 mètres de hauteur et l’ensemble du décor occupe une superficie de 3 700 mètres2. Ce décor revient à lui seul la somme de 382 280 $. Le tournage débute le 9 décembre 1953. Pour simuler la levée du brouillard au loin, la dispersion d’un brouillard artificiel retombant sur le village est filmée à l’envers. Il fallut cinq prises pour aboutir à l’effet escompté. Pour l’enregistrement des morceaux de cornemuses, on fait appel à vingt-cinq sociétés musicales écossaises locales. Le jeune danseur George Chakiris est recruté pour la scène de la danse de l’épée. La scène de poursuite de Harry Beaton, revenant à elle seule à la somme de 442 898 $, demanda dix-sept jours de répétitions est filmée en un seul plan sans coupure. Le tournage s’achève le 18 mars 1954 après cinquante-deux jours. Le numéro Kelly/Charisse There But For You Go I est coupé pour la projection d’essai du 10 juin 1954.

## Autour du film
Cedric Gibbons, directeur artistique, est le créateur de la statuette remise lors de la cérémonie des Oscars.

## Influence
- Un épisode du dessin animé Beetlejuice, intitulé « Brinkadoom » (saison 4 épisode 19), s'inspire directement du scénario de ce film.
- En 1964, Herschell Gordon Lewis a réalisé Deux mille maniaques, sorte de remake, version film d'horreur, de Brigadoon.
- Dans le film Quatre mariages et un enterrement, Brigadoon est cité lors de la première danse de la fête du troisième mariage, celui-ci se passant en Écosse dans le comté de Perth.
- Le film est cité dans la chanson The Whole of the Moon (1985) des Waterboys, où opposé aux « vallées détrempées » (Rain dirty valleys), il est évoqué parmi d´autres absolus.